# Pfarrkirche Sierndorf

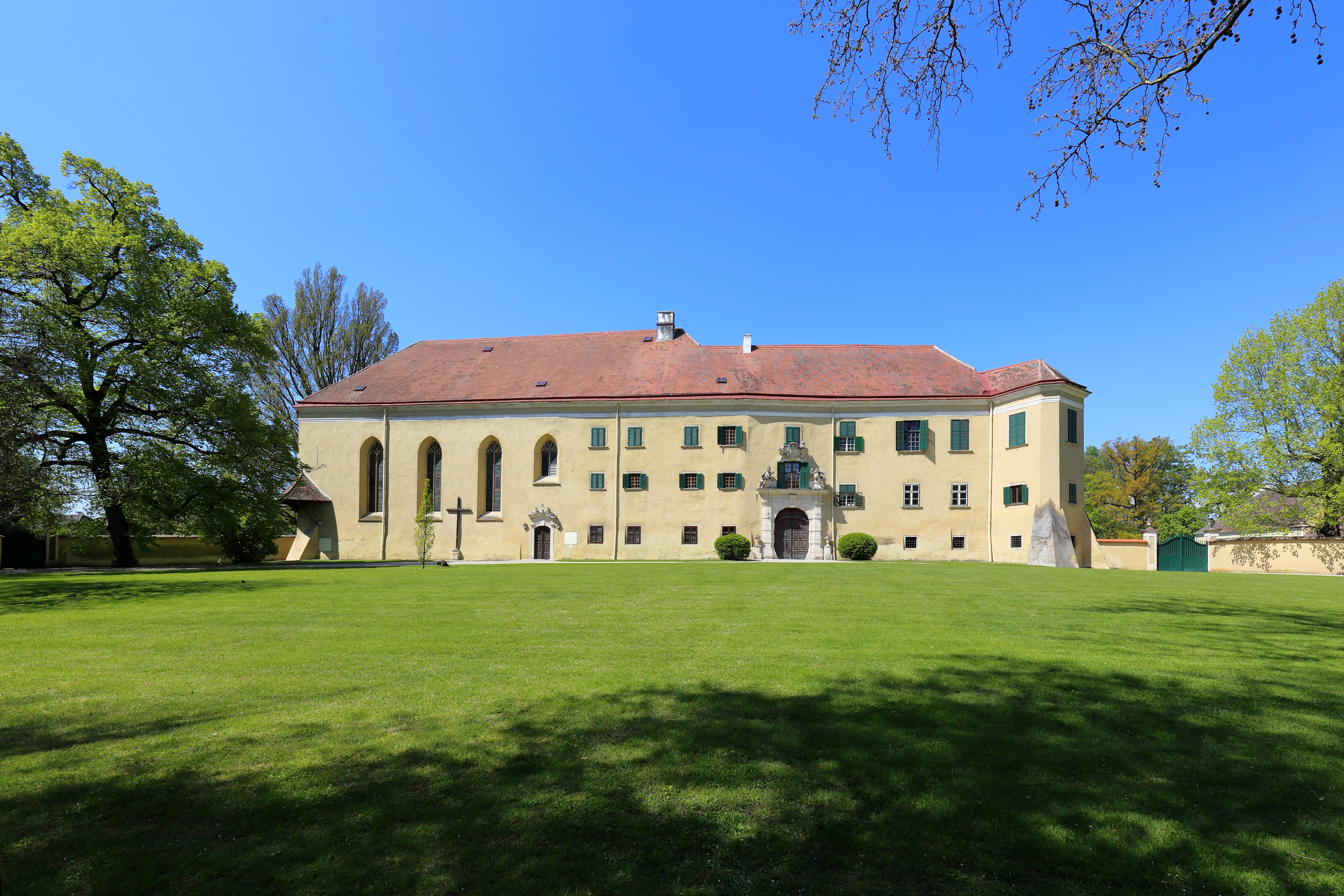
Kath. Pfarrkirche links im Schloss Sierndorf

Die römisch-katholische Pfarrkirche Sierndorf befindet sich in der Südostecke des Schlosses Sierndorf in der Marktgemeinde Sierndorf im Bezirk Korneuburg in Niederösterreich. Die dem Patrozinium Mariä Geburt unterstellte Pfarrkirche gehört zum Dekanat Stockerau im Vikariat Unter dem Manhartsberg der Erzdiözese Wien. Die ehemalige Schlosskapelle und Pfarrkirche steht unter Denkmalschutz (Listeneintrag).

## Geschichte
Die herrschaftliche Pfarrgründung erfolgte wohl im Anfang des 14. Jahrhunderts. Im Jahr 1783 wurde die Schlosskapelle zur Pfarrkirche erhoben. Die ehemalige Pfarr- und Marktkirche hl. Johannes der Täufer wurde 1794 abgetragen.
Die Schlosskapelle wurde von 1511 bis 1516 unter Wilhelm von Zelking erbaut. 1878 wurde der Schlossturm, in dem bis dahin die Glocken waren, wegen Baufälligkeit abgetragen und ein provisorischer Glockenturm vor der Kirche errichtet. Im Jahr 1896 wurde unter dem Architekten Camillo Sitte eine tiefgreifende Renovierung durchgeführt. 1923 wurde die derzeit bestehende Konstruktion der an der Außenwand montierten Glocken geschaffen. 1913 wurde die Ausstattung renoviert.

## Architektur
Die ehemalige Schlosskapelle steht in der Bauflucht des Schlossgebäudes, das Kirchendach ist in den Gesamtbau integriert. Die Architektur der Schlosskapelle und die gleichzeitige Ausstattung stammen aus dem Übergang von der Spätgotik zur Renaissance.
Das Kirchenäußere zeigt in der Ostfront des Schlosses vier zweibahnige Maßwerkfenster, welche 1896 von der Hoffront nach außen verlegt und ergänzt wurden. Das vierte Fenster ist verkürzt über dem spätbarocken Flachbogenportal mit einer volutengestützten Verdachung aus der ersten Hälfte des 18. Jahrhunderts. In der Südfront des Schlosses befindet sich das Chorscheitelfenster mit zweibahnigem Maßwerk. An der Südostkante befindet sich ein massiver geböschter Strebepfeiler.
Das Kircheninnere zeigt einen vierjochigen Saalraum mit einem Dreiachtelschluss unter einem Netzrippengewölbe auf polygonalen, durch Kehlungen und Stäbe profilierten Wandpfeilervorlagen. Das Gewölbe wurde 1896 erhöht und renoviert. An der nördlichen Abschlusswand steht eine schmale doppelgeschoßige dreiachsige Empore auf durchgehenden Achtseitpfeilern und gedrückten Segmentbogenarkaden stichkappenunterwölbt, im Obergeschoß sind Seitenemporen auf Segmentbögen und profilierten Kragkonsolen mit Kreuzrippenunterwölbungen. In den beiden Schlusssteinen sind Reliefs der Heiligen Katharina und Dorothea. Die abschließende Holzbrüstung um 1720/1730 hat einen neubarocken Gitteraufsatz aus dem Jahr 1913.

## Ausstattung
Der dreiteilige Klappaltar ist mit 1518 datiert. Das Relief der Predella stellt die Anbetung der Heiligen Drei Könige in Gesellschaft der beiden Stifter Wilhelm und Margarethe von Zelking, ihren beiden Söhnen und drei Töchtern dar. Das Relief im Mittelteil des Triptychons ist eine Darstellung von Mariä Verkündigung, die beiden Seitenflügel zeigen vier Szenen aus dem Marienleben. Das Relief im halbkreisförmigen Aufsatz ist eine Darstellung der Aufnahme Mariens in den Himmel.
Einige Teile der ursprünglichen Renaissance-Ausstattung des Altars sind verschollen.
Die erste Orgel aus dem Jahr 1771 wurde 1828 durch eine neue Orgel des Orgelbauers Christoph Erler ersetzt. Diese wurde 1913 durch eine Riegerorgel ersetzt, die 1995 aufwendig restauriert wurde.
Die Orgel mit sechs Registern auf einem Manual und Pedal verfügt über eine mechanische Traktur. Für den Orgelprospekt wurde der Rahmen des ehemaligen barocken Altarbildes wiederverwendet.